# Lough Sheelin
Lough Sheelin (irisch: Loch Síodh Linn, „See des Elfenteichs“) ist ein kalkhaltiges Gewässer an den Grenzen der Countys Westmeath, Meath und Cavan der Republik Irland. Es liegt in der Nähe der Ortschaften Finea und Granard (County Longford). Zu- und Abfluss ist der River Inny, der stromab durch Lough Derravaragh zum Shannon fließt. 
Der Fischbestand des Sees besteht überwiegend aus Forellen, deren natürlicher Bestand in den letzten Jahren allerdings so zurückging, dass der irische Central Fisheries Board eine große Zahl einsetzte, um den Angelsport wiederzubeleben. Jetzt leben wieder ungefähr 100.000 Forellen im See.
Ein populäres irisches Volkslied ist „Lough Sheelin's Side“.

## Siehe auch

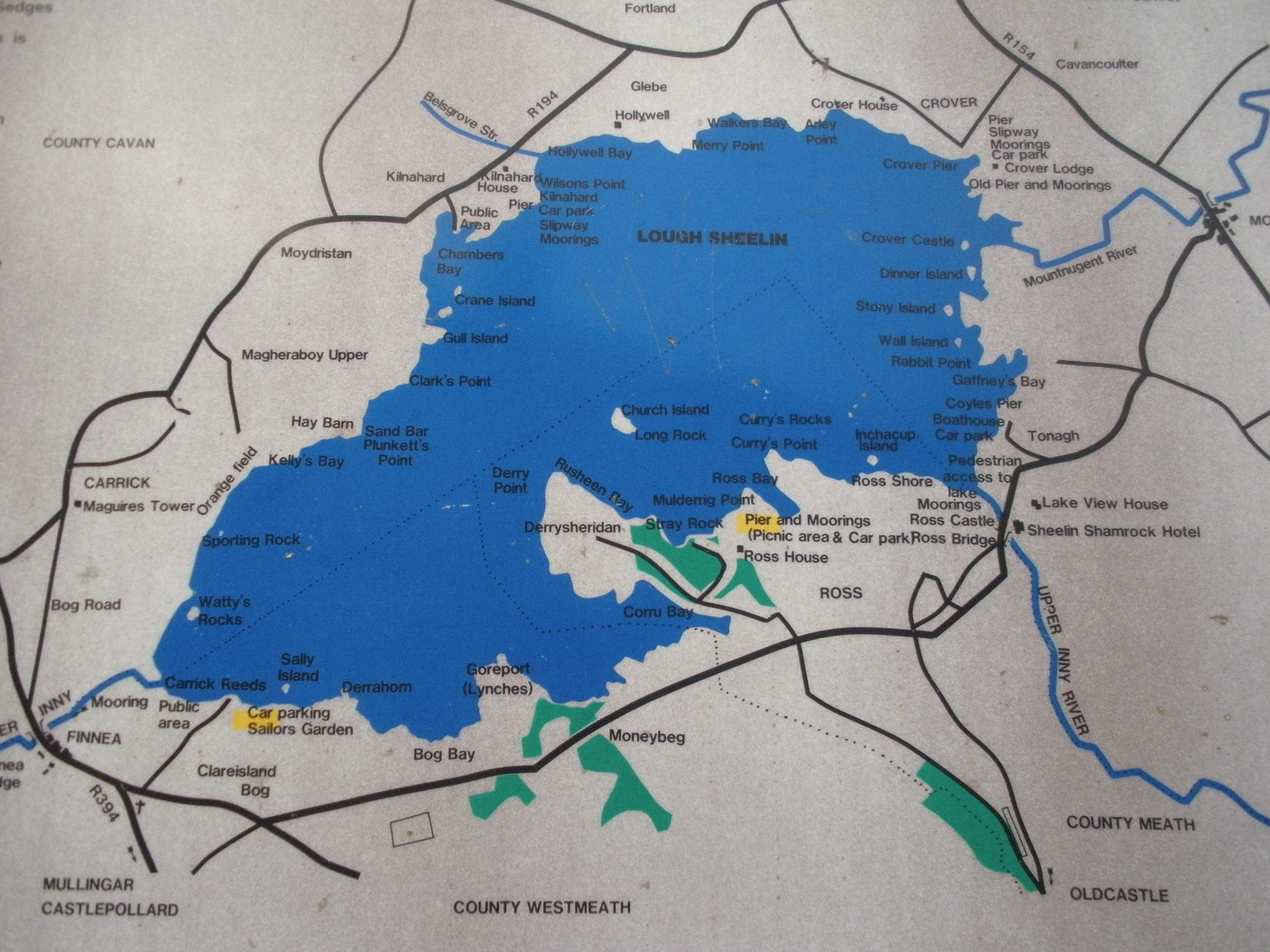
Karte von Lough Sheelin